# Estación Purranque
Estación Purranque es una estación de ferrocarril ubicada en la comuna chilena de Purranque, en la Región de Los Lagos, que es parte de la Línea Troncal Sur. Actualmente no hay parada de servicios en la estación, y el edificio es administrado por el municipio de la comuna.

## Historia
Debido a la expansión ferroviaria hacia el sur, ordenada por el presidente Pedro Montt, se construye en 1911 la estación Purranque. La localidad era muy pequeña para la época, y la comunidad de pobladores comenzaron a edificar su comuna alrededor de la estación del ferrocarril.
Durante un periodo de tiempo, Purranque fue la punta de rieles del longitudinal sur, en donde además se hallaban las barracas de los obreros de la línea.
En el año 2005 se remodeló la estación. El 6 de diciembre de 2005 se inauguró el Regional Victoria-Puerto Montt, entre Temuco y Puerto Montt. El 27 de marzo de 2006, se extendió el servicio a Victoria. A partir del 2 de octubre de 2006 se reanuda el Servicio Osorno - Puerto Montt.
Hasta marzo de 2007, el Servicio Victoria - Puerto Montt. Sin embargo, ya no se cuenta con este servicio desde abril de ese año y solo hay un servicio local entre Victoria y Temuco. Por ende, nuevamente Purranque no cuenta con un servicio ferroviario que llegue y se detenga en la zona.
Debido al cierre del servicio, la estación pasó a ser propiedad del municipio.